# Джуманджи (фильм)
«Джума́нджи» (англ. Jumanji) — американский фантастико-приключенческий художественный фильм 1995 года режиссёра Джо Джонстона по сценарию Джонатана Хенсли, Грега Тейлора и Джима Стрэйна на основе детской иллюстрированной книги 1981 года Криса Ван Оллсбурга. В нём снялись Робин Уильямс, Кирстен Данст, Дэвид Алан Грир, Бонни Хант, Джонатан Хайд и Биби Нойвирт. Сюжет разворачивается вокруг сверхъестественной настольной игры, которая с каждым ходом подстерегает игроков в опасностях, связанных с джунглями.
Премьера «Джуманджи» состоялась 10 декабря 1995 года в Калвер-Сити, Калифорния, а в широкий прокат фильм вышел 15 декабря. Фильм получил неоднозначные отзывы критиков, но имел кассовый успех, собрав в мировом прокате 262,8 млн долларов при бюджете около 65 млн долларов. Это был десятый по счёту самый кассовый фильм 1995 года.
Фильм породил анимационный телесериал «Джуманджи», который транслировался с 1996 по 1999 год, а затем последовал идейный наследник фильма — «Затура: Космическое приключение» (2005) и два сиквела: «Джуманджи: Зов джунглей» (2017) и «Джуманджи: Новый уровень» (2019). В 1996 году компанией Milton Bradley Company была придумана и создана одноимённая настольная игра.

## Сюжет
1869 год. Двое подростков привозят в лес возле городка Брэнтфорд (Нью-Гэмпшир) сундук и закапывают его. Во время закапывания из сундука начинают доноситься странные звуки, похожие на там-там. Один из подростков впадает в панику, но второй призывает его закончить дело, после чего они быстро уезжают.
1969 год. Городок вырос, заняв, в том числе, и территорию бывшего леса. Здесь проживает мальчик Алан Пэрриш, его отец — владелец обувной фабрики. Алан находит закопанный сундук, где оказывается настольная игра «Джуманджи». Тем же вечером он серьёзно ссорится с отцом, желающим отправить сына без его согласия в частную школу-интернат. Позже к Алану приходит его подруга, Сара Уиттл, и они начинают игру, не зная её правил. Сара первой бросает кости, и из камина раздаётся шум. Алан бросает кости вторым, но ему сразу же не везёт: на шаре в центре игрового поля высвечивается надпись «В джунгли тебя мы на время забросим, пока здесь не выпадет пять или восемь». Затем мальчика на глазах подруги засасывает в игру, а из камина появляется стая летучих мышей. Испуганная Сара с криком убегает из дома.
1995 год. Опустевший и обветшавший особняк Пэрришей покупает женщина с двумя своими племянниками — Джуди и Питером. Их родители недавно погибли в автокатастрофе в Канаде. Питер замечает на чердаке летучую мышь и с криком убегает оттуда. Утром приезжает специалист и говорит, что никаких летучих мышей в доме нет. Также он рассказывает историю об исчезнувшем Алане Пэррише, про которого ходят слухи, будто отец убил его, разрубил тело на куски и спрятал в стенах. На следующий день, когда тётя уходит по делам, с чердака доносится стук, и дети идут наверх. Там они находят «Джуманджи». Точно так же, как и Алан, не дочитав правила и не восприняв их всерьёз, сестра и брат начинают играть. С каждым ходом в доме появляются разные существа, а когда Питеру выпадает пять, то в доме появляется лев, а вслед за ним — повзрослевший Алан Пэрриш, всё это время проживший в джунглях игры. Он понимает, что вернулся в свой дом, и ищет своих родителей, не осознавая, что с момента его исчезновения уже прошло четверть века. Выбежав на улицу, Алан едва не попадает под машину полицейского Карла, своего давнего знакомого (Карл когда-то работал на фабрике его отца и был несправедливо уволен в день исчезновения мальчика). Алан бежит на фабрику, но видит её заброшенной и разорённой, а на кладбище находит могилы родителей. Поговорив с местным бездомным, он узнаёт, что его отец умер практически в нищете: он потратил все свои деньги, пытаясь найти пропавшего сына.
Ребята убеждают Алана закончить игру. Джуди бросает кости, но ничего не происходит. Тогда Алан понимает, что теперь он вернулся и снова стал игроком, а значит, игроком снова стала и Сара Уиттл — следующий ход за ней. Он и дети находят Сару, тоже повзрослевшую. Со времени исчезновения Алана она лечилась у психотерапевта и теперь панически боится игры. Алан отчасти возмущён: если бы Сара раньше вернулась к игре, он бы уже давно оказался в реальном мире. Сара объясняет, что была всего лишь ребёнком и, к тому же, последней, кто видел Алана живым, поэтому ей никто не верил насчёт «Джуманджи», и все эти годы она была очень одинока. Алан хитростью заставляет её сделать ход. Из игры постепенно появляются новые опасные предметы и явления, а вместе с ними в мир выходит заклятый враг Алана — безумный охотник ван Пелт, мечтающий его убить. Теперь им вчетвером приходится убежать из дома и прятаться от его преследования. Питер пытается сжульничать, чтобы быстрее закончить игровой процесс, за что наказывается игрой и частично превращается в обезьяну. После серии приключений и катаклизмов все возвращаются домой, где их вскоре настигает ван Пелт. Алан в последний момент бросает кости, его фигурка доходит до финиша, и на этом игра заканчивается. Всех созданий из игры, в том числе охотника, засасывает в центр игрового поля, последствия игры исчезают, время «отматывается» в 1969 год. Алан и Сара вновь подростки. Он беспокоится о Питере и Джуди, но Сара напоминает, что они ещё не родились. Друзья сбрасывают игру в реку, привязав к ней камни, и вода уносит её в неизвестном направлении. 
1994 год, сочельник. Алан и Сара уже женаты и ждут ребёнка. Обувная фабрика процветает, производит изобретённые Карлом кроссовки, которые пользуются большим спросом, и старшие Пэрриши всё ещё живы. В гости приходит семья Джуди и Питера, и супруги узнают детей с первого взгляда. Их родители планируют покататься на лыжах в Канаде, однако Алан и Сара, заведомо зная, что там их ждёт гибель в аварии, отговаривают их и тем самым спасают им жизнь.
Судьба «Джуманджи» принимает новый оборот: её выбрасывает на морской берег, где прогуливаются две девушки, говорящие на французском языке.

## В ролях
| Актёр              | Роль                                        |
| ------------------ | ------------------------------------------- |
| Робин Уильямс      | Алан Пэрриш                                 |
| Джонатан Хайд      | Сэмюэль Алан Пэрриш/охотник Ван Пелт        |
| Кирстен Данст      | Джуди Шепэрд                                |
| Брэдли Пирс        | Питер Шепэрд                                |
| Бонни Хант         | Сара Уиттл                                  |
| Биби Нойвирт       | тётя Нора Шепэрд                            |
| Дэвид Алан Грайр   | Карл Бентли                                 |
| Патриша Кларксон   | Кэрол Пэрриш                                |
| Адам Хэнн-Берд     | Алан в детстве                              |
| Лаура Белл Банди   | Сара в детстве                              |
| Джиллиан Барбер    | миссис Томас, агент по продаже недвижимости |
| Брандон Обрей      | Бенджамин                                   |
| Кирус Тидек        | Калеб                                       |
| Гэри Джозеф Торуп  | Билли Джессуп                               |
| Леонард Зоула      | полицейский Билл                            |
| Ллойд Берри        | бродяга с фабрики обуви                     |
| Малкольм Стюарт    | Джим Шепэрд                                 |
| Анабел Кершоу      | Марта Шепэрд                                |
| Дэррил Энрикес     | Продавец Оружия                             |
| Робин Дрисколл     | 1-й медработник                             |
| Питер Брайант      | 2-й медработник                             |
| Сара Джилсон       | 1-я девочка                                 |
| Флорика Влад       | 2-я девочка                                 |
| Джун Лион          | Пекарь                                      |
| Бренда Локмаллер   | Пианист                                     |
| Фредерик Ричардсон | Парикмахер                                  |

## Продолжения
- В 1996—1999 годах телевизионным каналом «UPN» был снят спин-офф в виде мультсериала «Джуманджи». В нём герои сериала попадают внутрь мира самой игры, где долгие годы находится Алан Пэрриш.
- 5 августа 2015 года студия «Sony Pictures Entertainment» объявила о выходе ремейка картины 25 декабря 2016 года[3], но в итоге вместо этого был снят сиквел «Джуманджи: Зов джунглей», премьера которого в российском прокате состоялась 21 декабря 2017 года. В отличие от оригинала, в продолжении Джуманджи стала игровой приставкой (она в неё превратилась в качестве ответа на отсутствие интереса со стороны очередного игрока), а герои, как и в мультсериале, попадают внутрь мира игры, при этом превращаясь в её персонажей. Связь с первым фильмом была осуществлена посредством флэшбеков и отсылок, а главным злодеем вновь стал Ван Пелт, но в исполнении нового актёра.
- В 2019 году вышел третий фильм «Джуманджи: Новый уровень», вновь посвящённый героям второго фильма. В конце кратко появляется тётя Нора, вновь сыгранная Биби Ньювирт.